# Article partitif
En grammaire, un article partitif est une sous-catégorie de déterminant indéfini, plus proche de l'article indéfini singulier, employée devant les noms exprimant une quantité massive (les linguistes parlent également de notion continue), c'est-à-dire une partie d'un référent (l'objet dont on parle), ne pouvant être comptée. 
Tout comme l'article indéfini, l'article partitif participe à l'actualisation du nom noyau en indiquant simplement que le représenté (le référent) existe bien, mais demeure inconnu des actants de l'énonciation. Ainsi, il s'oppose lui aussi à l'article défini.

## Déterminant partitif singulier
Du point de vue morphologique, l'article partitif singulier est le même que l'article défini singulier précédé de la préposition « de » :
- Forme masculine contractée : « du » ;
- Forme féminine : « de la » ;
- Forme épicène : « de l' » (devant un mot commençant phonétiquement par une voyelle) :
  - Je bois du lait, de l'orgeat, de la grenadine et de l'eau.

- Les formes « de la » et « de l' » sont des composés flexionnels détachés.

Le singulier se combine avec un nom massif pour désigner généralement un inanimé (du sable). S'il désigne un animé (un animal plus qu'un humain), il transforme celui-ci en matière consommable :
Un veau [article indéfini] ; le veau [article défini] ; du veau [article partitif].
Malgré leur forme identique, l'article partitif et l'article défini précédé de la préposition « de » ne doivent pas être confondus : 
Je parle de l'eau. / Je veux de l'eau.
Dans le premier exemple, « de l'  » est l'article défini précédé de la préposition « de » (« eau » est donc C.O.I. du verbe « parle »). Dans le second, « de l'  » est un article partitif (« eau » est donc C.O.D. du verbe « veux », puisqu'il n'y a pas de préposition). La différence est sensible par le pronom relatif : L'eau dont je parle / L'eau que je veux. Néanmoins, par attraction avec la forme prépositionnelle[réf. nécessaire], le pronom objet ne provoque pas l'accord avec le COD : J'ai mis de l'eau sur la table / L'eau que j'ai mise / J'en ai mis

## Déterminant partitif pluriel
Désignant une partie non comptable d'un ensemble continu, l'article partitif ne devrait normalement connaître que le singulier. 
- Cependant, lorsque le nom concerné n'existe qu'au pluriel, on utilise la forme épicène de l'article indéfini pluriel « des », elle-même calquée sur l'article défini pluriel précédé de la préposition « de » (forme contractée, encore une fois) :

Des archives, des cendres, des décombres, des rillettes, des ténèbres, des vivres…
En dehors des cas particuliers ci-dessus, un syntagme actualisé par un article partitif singulier ne peut se mettre au pluriel qu'au prix d'une modification sémantique :
Par exemple, « des eaux » est le pluriel de « une eau », et non pas celui de « de l'eau », qui normalement n'en possède pas.
L'article partitif pluriel devant un COD est presque toujours converti en « de » par un verbe à la forme négative :
Il mange des rillettes / Il ne mange jamais de rillettes.

## L'article partitif en italien
L'article partitif existe aussi en italien. Ses formes sont assez semblables à celles du français :
|           | masculin                                      | féminin                                              |
| --------- | --------------------------------------------- | ---------------------------------------------------- |
| singulier | - del pane (du pain) - dell'olio (de l'huile) | - della carne (de la viande) - dell'acqua (de l'eau) |
| pluriel   | - dei fichi (des figues)                      | - delle arance (des oranges)                         |

On remarquera toutefois des différences notables entre le français et l'italien dans l'emploi de cet article : en effet, on aura en italien toujours la possibilité de l'omettre et de le remplacer. Surtout l'emploi du partitif singulier est bien plus rare qu'en français.

## L'article partitif en occitan
En occitan languedocien et provençal l'article partitif a la même forme de (d' devant une voyelle) quels que soient le genre et le nombre :
 de pan (du pain)   d'aigo (de l'eau)   d'escoubiho (des balayures).